# Euclidia taurica
Euclidia taurica är en fjärilsart som beskrevs av Charles Oberthür. Euclidia taurica ingår i släktet Euclidia och familjen nattflyn. Inga underarter finns listade i Catalogue of Life.